# 심정지

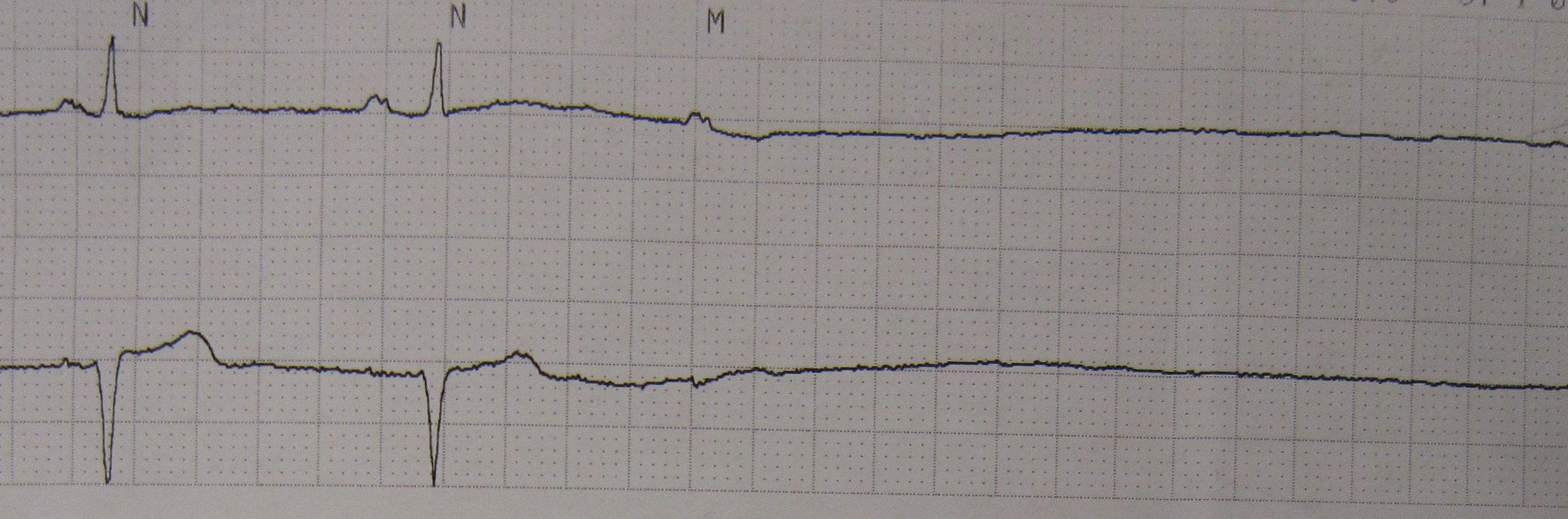
심전도 상에 나타난 심실무수축, 심장이 정지한 상태

심정지(心停止, 영어: cardiac arrest, 의학: arrest 어레스트[*])는 심장이 효율적으로 수축하는 데 실패하여 피의 일반적인 순환계가 멈추는 현상으로, 혈액의 공급이 완전히 멎은 상태를 의미한다. 심정지는 심장 근육으로의 피 흐름이 문제가 있는 심장 발작이 원인이 되어 일어날 수도 있지만 동의어는 아니다. 심정지가 일어난 경우 뇌사 상태로 진행되기 전에 심정지가 일어난 그 자리에서 바로 심폐소생술이 시행되면 생존율이 높아서 병원에 이송된다던지 다시 일어날수있는데 3분이 되면 뇌사 4분이 지나면 사망하기 때문에 연인,가족을 소생하려면 배워서 시행해야 한다. 발견하지 못하거나 시행하는 방법을 몰라서 뇌사가 되거나 사망하는 경우도 많이 있다.
심정지의 원인은 일차적으로 심장기능의 장애로 인하여 심정지가 발생하는 심장성(cardiogenic) 심정지와 심장질환 이외의 다른 질환에 의한 합병증으로서 심정지가 발생하는 비심장성(non-cardiogenic) 심정지로 구분할 수 있다. 심장성 심정지의 주요 원인은 관상동맥질환이다. 그 외에도 여러 가지 심장질환, 다른 질환에 의한 급격한 심박출량의 감소, 전해질 불균형 등 다양한 원인에 의한 치명적 부정맥, 유전질환 등이 심정지를 유발한다. 심장성 심정지의 발생과정은 전구증상, 유발증상, 심정지 발생으로 구분될 수 있다. 전구증상은 흉통, 심계항진, 호흡곤란, 전신 쇠약감 등과 같이 심정지를 유발할 수 있는 질환이 발생하여 임상증상으로 발현되는 과정이다. 심정지 유발증상은 신체기능의 급격한 변화를 유발하는 임상증상으로서 부정맥, 저혈압 또는 쇼크, 호흡곤란 또는 흉통의 악화와 같은 형태로 나타난다. 심정지 유발증상이 발생한 후에는 언제든지 심정지가 발생할 수 있다. 비심장성 심정지란 심장이 정상적인 기능을 유지하더라도 다른 장기의 기능부전에 의하여 이차적으로 심정지가 유발되는 경우를 말한다. 이차적으로 심정지를 유발하는 흔한 원인으로는 폐질환이나 기도폐쇄에 의한 호흡부전을 들 수 있다. 특히 소아에서는 기도폐쇄에 의한 질식이나 급성 영아사망증후군이 심정지의 가장 흔한 원인이다.

## 같이 보기
- 심근 경색
- 돌연사
- 뇌사